# Список членов Верховного Совета Российской Федерации (1990—1993)
Список членов Верховного Совета Российской Федерации, избиравшихся Съездом народных депутатов Российской Федерации в 1990—1993 гг. 347 человек.

## Члены Совета Республики
1. Абабко Анатолий Иванович (2 ноября 1991 — октябрь 1993)
2. Абраров Владимир Иванович (? — 5 апреля 1991)
3. Агафонов Валентин Алексеевич
4. Алаев Евгений Иванович (? — 2 ноября 1991)
5. Алироев Иса Ибрагимович
6. Алтухов Иван Алексеевич
7. Амбарцумов Евгений Аршакович (14 декабря 1992 — октябрь 1993)
8. Андреев Сергей Николаевич
9. Андропов Сергей Николаевич
10. Аскалонов Артур Александрович
11. Ахунов Рифгат Мубаракович (2 ноября 1991 — 14 декабря 1992)
12. Бабурин Сергей Николаевич
13. Балала Виктор Алексеевич
14. Барсуков Александр Данилович
15. Безруков Игорь Александрович (? — 24 сентября 1993)
16. Белашов Александр Иванович (2 ноября 1991 — октябрь 1993)
17. Белоглазов Юрий Михайлович (? — 2 ноября 1991)
18. Белорусов Александр Ефимович (14 декабря 1992 — октябрь 1993)
19. Беспалов Владимир Васильевич (? — 2 ноября 1991)
20. Бойко Вера Александровна
21. Большаков Борис Терентьевич
22. Борискин Олег Алексеевич (? — 2 ноября 1991)
23. Бубякин Дмитрий Софронович (2 ноября 1991 — октябрь 1993)
24. Булыгин Виктор Васильевич (2 ноября 1991 — октябрь 1993)
25. Валеев Ринат Рафкатович (? — 21 апреля 1992, 14 декабря 1992 — октября 1993)
26. Варов Владимир Константинович (2 ноября 1991 — октябрь 1993)
27. Ведерников Николай Трофимович (? — 30 октября 1991)
28. Ведерников Эдуард Валентинович (14 декабря 1992 — октябрь 1993)
29. Веремчук Виктор Романович (? — 14 декабря 1992)
30. Вершинин Эдуард Никитич (14 декабря 1992 — октябрь 1993)
31. Вешняков Александр Альбертович
32. Виноградова Ирина Викторовна
33. Воронин Юрий Михайлович (? — 2 ноября 1991)
34. Вяткин Герман Платонович (? — 2 ноября 1991)
35. Галушко Иван Васильевич
36. Галушко Иван Емельянович (2 ноября 1991 — октябрь 1993)
37. Герасимов Валерий Иванович (? — 14 декабря 1992)
38. Горелов Геннадий Витальевич
39. Грачёв Владимир Александрович
40. Грешневиков Анатолий Николаевич (14 декабря 1992 — октябрь 1993)
41. Громов Юрий Григорьевич (2 ноября 1991 — октябрь 1993)
42. Гун Рудольф Семёнович (21 апреля 1992 — октябрь 1993)
43. Гуров Александр Иванович (? — 14 декабря 1992)
44. Данков Геннадий Александрович (14 декабря 1992 — октябрь 1993)
45. Димитренко Алексей Фёдорович (? — 2 ноября 1991)
46. Доев Казбек Мурзабекович
47. Дорофеев Григорий Петрович (2 ноября 1991 — октябрь 1993)
48. Дубровский Александр Владимирович (? — 2 ноября 1991)
49. Евдокимов Леонид Павлович (2 ноября 1991 — 14 декабря 1992)
50. Егоров Евгений Викторович (? — 2 ноября 1991)
51. Егоров Юрий Александрович (? — 5 апреля 1991)
52. Ерёмин Альвин Евстафьевич
53. Ерёмин Игорь Юрьевич
54. Жигулин Виктор Иванович
55. Жуков Григорий Семёнович (2 ноября 1991 — октябрь 1993)
56. Зайцев Юрий Владимирович (? — 21 апреля 1992)
57. Закопырин Анатолий Николаевич (? — 21 апреля 1992)
58. Зарубин Вячеслав Иванович (? — 2 ноября 1991)
59. Захаров Михаил Львович
60. Зелепухин Александр Григорьевич (? — 2 ноября 1991)
61. Зерин Пётр Иванович (14 декабря 1992 — октябрь 1993)
62. Зиновьев Владимир Степанович (? — 2 ноября 1991)
63. Злобин Алексей Андреевич
64. Золотухин Борис Андреевич (2 ноября 1991 — 24 сентября 1993)
65. Иванов Серафим Иванович
66. Иванов Сергей Николаевич (2 ноября 1991 — октябрь 1993)
67. Иконников Валерий Иннокентьевич (? — 14 декабря 1992)
68. Иншаков Фёдор Николаевич (2 ноября 1991 — октябрь 1993)
69. Исаев Борис Михайлович (21 апреля 1992 — октябрь 1993)
70. Исаков Владимир Борисович
71. Исправников Владимир Олегович (21 апреля 1992 — октябрь 1993)
72. Казаков Николай Павлович (21 апреля 1992 — октябрь 1993)
73. Казаров Олег Владимирович
74. Калинина Римма Ивановна
75. Карев Михаил Михайлович (? — 2 ноября 1991)
76. Карпов Пётр Анатольевич (2 ноября 1991 — октябрь 1993)
77. Качанов Олег Юрьевич (? — 21 апреля 1992)
78. Кехлеров Сабир Гаджиметович (? — 2 ноября 1991)
79. Кирпичников Валерий Александрович (14 декабря 1992 — октябрь 1993)
80. Клювгант Вадим Владимирович (2 ноября 1991 — 21 апреля 1992)
81. Клюев Николай Васильевич (2 ноября 1991 — 21 апреля 1992)
82. Ковалёв Сергей Адамович
83. Кожокин Евгений Михайлович (21 апреля 1992 — октябрь 1993)
84. Кокшаров Борис Николаевич (? — 2 ноября 1991)
85. Кондрашов Борис Петрович
86. Константинов Илья Владиславович
87. Королёв Владимир Фёдорович (? — 14 декабря 1992)
88. Косопкин Александр Сергеевич (? — 14 декабря 1992)
89. Костин Александр Михайлович
90. Крестьянинов Леонид Александрович (21 апреля 1992 — октябрь 1993)
91. Кропотов Иван Ефремович (2 ноября 1991 — октябрь 1993)
92. Кузьмин Виталий Гаврилович (2 ноября 1991 — октябрь 1993)
93. Курицын Павел Дмитриевич
94. Лазарев Вячеслав Петрович
95. Лахова Екатерина Филипповна (? — 24 сентября 1993)
96. Лепявка Владимир Яковлевич (14 декабря 1992 — октябрь 1993)
97. Лотков Виктор Николаевич (? — 21 апреля 1992)
98. Луговой Александр Николаевич
99. Лунев Алексей Егорович (? — 14 декабря 1992)
100. Мазаев Владимир Дмитриевич
101. Мандрыгин Владимир Иванович (2 ноября 1991 — октябрь 1993)
102. Мастафов Владимир Жабраилович (2 ноября 1991 — октябрь 1993)
103. Маханов Владимир Ильич
104. Меньщиков Валерий Фёдорович (2 ноября 1991 — октябрь 1993)
105. Митюков Михаил Алексеевич
106. Михайлов Владимир Яковлевич
107. Молочков Владимир Ильич
108. Моор Пётр Семёнович (? — 25 мая 1991, 21 апреля 1992 — октября 1993)
109. Морокин Владимир Иванович (2 ноября 1991 — октябрь 1993)
110. Мукубенов Максим Бембеевич
111. Нестеров Евгений Константинович (2 ноября 1991 — октябрь 1993)
112. Никифоров Валерий Сергеевич (? — 2 ноября 1991)
113. Никулин Игоря Петрович (? — 14 декабря 1992)
114. Озерова Валентина Николаевна
115. Ондар Чимит-Доржу Байырович
116. Орлов Алексей Иванович (2 ноября 1991 — октябрь 1993)
117. Осминин Станислав Александрович
118. Павлухин Олег Яковлевич
119. Паршуков Виктор Денисович (? — 2 ноября 1991)
120. Пекарская Тереса Казимировна
121. Поленов Фёдор Дмитриевич
122. Полозков Сергей Алексеевич (2 ноября 1991 — октябрь 1993)
123. Понамарёва Тамара Александровна
124. Пономарёв Алексей Алексеевич
125. Прудников Владимир Николаевич (? — 21 апреля 1992)
126. Пушкина Тамара Александровна
127. Репин Николай Васильевич (21 апреля 1992 — октябрь 1993)
128. Решульский Сергей Николаевич (2 ноября 1991 — октябрь 1993)
129. Розбитова Любовь Николаевна
130. Романов Николай Иванович (? — 25 мая 1991)
131. Рудкин Юрий Дмитриевич (? — 30 октября 1991)
132. Румянцев Олег Германович (2 ноября 1991 — октябрь 1993)
133. Руппель Карл Карлович
134. Рыбкин Иван Петрович (14 декабря 1992 — октябрь 1993)
135. Рябов Николай Тимофеевич (? — 29 сентября 1993)
136. Санаев Владимир Иванович (2 ноября 1991 — октябрь 1993)
137. Селезнёв Владимир Валентинович (? — 2 ноября 1991)
138. Селиванов Александр Геронтьевич
139. Сергеев Евгений Васильевич
140. Сергеев Юрий Самуилович
141. Силаев Владимир Николаевич (? — 25 мая 1991)
142. Сироткин Сергей Васильевич (? — 14 декабря 1992)
143. Смирнов Равик Михайлович
144. Соколов Александр Сергеевич
145. Соколов Вениамин Сергеевич
146. Соловьёв Анатолий Николаевич (? — 2 ноября 1991)
147. Сорокин Геннадий Николаевич (2 ноября 1991 — октябрь 1993)
148. Стародубцев Валерий Анатольевич (? — 2 ноября 1991)
149. Степашин, Сергей Вадимович
150. Столяров Владимир Николаевич
151. Строев Евгений Алексеевич (? — 14 декабря 1992)
152. Сурганов Вячеслав Сергеевич (? — 5 апреля 1991)
153. Сутурин Пётр Георгиевич
154. Тимофеев Валериан Александрович (14 декабря 1992 — октябрь 1993)
155. Тиунов Олег Иванович (? — 30 октября 1991)
156. Тихонов Владимир Агеевич (2 ноября 1991 — октябрь 1993)
157. Тихонов Владимир Павлович (21 апреля 1992 — 14 декабря 1992)
158. Травников Василий Николаевич (? — 24 сентября 1993)
159. Удовенко Владимир Петрович (2 ноября 1991 — 14 декабря 1992)
160. Уткин Александр Константинович (14 декабря 1992 — октябрь 1993)
161. Фёдоров Антон Юрьевич (? — 14 декабря 1992)
162. Федорченко Василий Андреевич (? — 21 апреля 1992)
163. Федосеев Иван Васильевич (14 декабря 1992 — октябрь 1993)
164. Фетисов Сергей Николаевич (21 апреля 1992 — октябрь 1993)
165. Филатов Сергей Александрович (? — 2 ноября 1991)
166. Фрукалов Владимир Васильевич (? — 2 ноября 1991)
167. Хабибуллин Хасан Хурриятович
168. Хайрюзов Валерий Николаевич (? — 14 декабря 1992)
169. Хакимов Борис Васильевич (2 ноября 1991 — октябрь 1993)
170. Хараев Феликс Ахмедович (? — 5 апреля 1991)
171. Храмченков Юрий Петрович (2 ноября 1991 — октябрь 1993)
172. Цыбикжапов Эрдэм Дашибалбырович (2 ноября 1991 — октябрь 1993)
173. Цыбиков Еши Нянюевич (? — 25 мая 1991)
174. Чапковский Юрий Константинович (? — 2 ноября 1991)
175. Чернов Владимир Васильевич (2 ноября 1991 — октябрь 1993)
176. Чернышёв Алексей Андреевич (2 ноября 1991 — октябрь 1993)
177. Чистых Ольга Александровна
178. Чурилов Валерий Андреевич (14 декабря 1992 — октябрь 1993)
179. Шашвиашвили Иван Арчилович (2 ноября 1991 — октябрь 1993)
180. Шевцов Анатолий Егорович (? — 25 мая 1991)
181. Шевченко Николай Петрович (? — 2 ноября 1991)
182. Шейнис Виктор Леонидович (2 ноября 1991 — октябрь 1993)
183. Шиповалова Лидия Степановна
184. Шихарев Юрий Илларионович
185. Шорин Владимир Павлович
186. Ярошенко Анатолий Иванович (? — 5 апреля 1991)

## Члены Совета национальностей
1. Абдулатипов Рамазан Гаджимурадович
2. Аминов Наиль Галеевич
3. Андронов Иона Ионович
4. Аникиев Анатолий Васильевич
5. Анипкин Александр Михайлович (? — 2 ноября 1991)
6. Анищев Владимир Петрович (? — 14 декабря 1992)
7. Антонов Виктор Васильевич (? — 25 мая 1991)
8. Арсанов Ахмет Баудинович
9. Аслаханов Асланбек Ахмедович
10. Ахмедзянов Галим Ибрагимович (21 апреля 1992 — октябрь 1993)
11. Ахметов Азиратали Нохович
12. Аюшиев Болот Ванданович
13. Бадмаев Санал Алексеевич
14. Басин Ефим Владимирович (? — 6 марта 1993)
15. Батагов Таймураз Джетагазович (? — 21 апреля 1992)
16. Бахтиярова Людмила Хамитовна
17. Бекетов Виктор Прокофьевич (? — 5 апреля 1991, 2 ноября 1991 — октябрь 1993)
18. Бенов Геннадий Матвеевич
19. Беспалов Владимир Васильевич (21 апреля 1992 — октябрь 1993)
20. Бир Александр Фридрихович (2 ноября 1991 — октябрь 1993)
21. Бичелдей Каадыр-оол Алексеевич
22. Блинов Анатолий Константинович
23. Боков Владимир Анатольевич
24. Бречалов Альбион Васильевич (21 апреля 1992 — октябрь 1993)
25. Булдаев Сергей Николаевич (2 ноября 1991 — октябрь 1993)
26. Буторин Альберт Николаевич
27. Вайнштейн Виктор Хельмутович
28. Вертоградская Ирина Александровна
29. Викторов Виталий Петрович (? — 5 апреля 1991)
30. Волков Александр Петрович (? — 25 мая 1991)
31. Волков Станислав Петрович (? — 2 ноября 1991)
32. Волкогонов Дмитрий Антонович ( — 24 сентября 1993)
33. Волощук Ромуальд Николаевич (? — 5 апреля 1991)
34. Воронин Лев Алексеевич (? — 14 декабря 1992)
35. Ворфоломеев Владимир Петрович
36. Выучейский Вячеслав Алексеевич
37. Ген Николай Леонидович
38. Голишников Александр Михайлович (2 ноября 1991 — октябрь 1993)
39. Горбань Сергей Фёдорович
40. Горячев Юрий Фролович (? — 2 ноября 1991)
41. Гуляшко Виктор Александрович
42. Гуревич Леонид Борисович
43. Дедегкаев Виктор Хасанбиевич (21 апреля 1992 — октябрь 1993)
44. Джамалдинов Султан Шавхалович (14 декабря 1992 — октябрь 1993)
45. Дзасохов Александр Сергеевич (14 декабря 1992 — октябрь 1993)
46. Добжинский Даниил Павлович
47. Дорджиев Владимир Павлович
48. Евдокимов Всеволод Николаевич
49. Ельцин Борис Николаевич (? — 10 июля 1991)
50. Ельшин Юрий Владимирович (2 ноября 1991 — октябрь 1993)
51. Жилкин Александр Александрович (? — 23 сентября 1993)
52. Жильцов Юрий Иванович
53. Жочкин Николай Михайлович (21 апреля 1992 — октябрь 1993)
54. Зайцев Николай Архипович (? — 5 апреля 1991)
55. Залевская Ирина Фёдоровна
56. Засухин Сергей Фёдорович (? — 23 сентября 1993)
57. Захаров Андрей Александрович (21 апреля 1992 — октябрь 1993)
58. Захаров Михаил Михайлович (2 ноября 1991 — октябрь 1993)
59. Иванов Владимир Александрович (? — 25 мая 1991)
60. Идельбаева Гульфия Азнагуловна (? — 5 апреля 1991)
61. Иловский Владимир Семёнович (2 ноября 1991 — октябрь 1993)
62. Ильенков Александр Иванович
63. Имедоев Павел Михайлович (? — 2 ноября 1991, 14 декабря 1992 — 24 сентября 1993)
64. Казиев Тамерлан Владимирович (14 декабря 1992 — октябрь 1993)
65. Калистратов Геннадий Степанович
66. Каменев Альберт Александрович
67. Ким Евгений Николаевич (2 ноября 1991 — 14 декабря 1992)
68. Ковалёв Владимир Андреевич (? — 14 декабря 1992)
69. Козаев Георгий Сафонкаевич (? — 21 апреля 1992)
70. Колодезников Валерий Николаевич
71. Константинов Григорий Ефремович (14 декабря 1992 — октябрь 1993)
72. Копейка Александр Константинович
73. Корнилова Зоя Афанасьевна
74. Костоев Ибрагим Юсупович
75. Красавченко Сергей Николаевич (? — 24 сентября 1993)
76. Кривошапкин Андрей Васильевич
77. Кривченко Альберт Аркадьевич (? — 21 апреля 1992)
78. Кузнецов Владимир Александрович (2 ноября — 5 декабря 1991)
79. Кузьмин Юрий Иванович (14 декабря 1992 — октябрь 1993)
80. Куц Георгий Александрович (21 апреля 1992 — октябрь 1993)
81. Кушнаренко Николай Иванович (? — 2 ноября 1991)
82. Лукин Владимир Петрович (? — 14 декабря 1992)
83. Лысов Павел Александрович
84. Любимов Александр Михайлович (? — 14 декабря 1992)
85. Любимов Вячеслав Николаевич
86. Маймаго Геннадий Николаевич (? — 21 апреля 1992)
87. Мальков Николай Иванович
88. Манаенков Юрий Алексеевич
89. Манаров Муса Хираманович (? — 14 декабря 1992)
90. Мартынов Дмитрий Дмитриевич (? — 2 ноября 1991)
91. Медведев Николай Павлович (? — 24 сентября 1993)
92. Микаилов Расул Казбекович
93. Микитаев Абдулах Касбулатович (? — 24 сентября 1993)
94. Михайлов Батыр Чимидович
95. Михайлов Валерий Юрьевич (2 ноября 1991 — октябрь 1993)
96. Михайлов Сергей Андреевич (14 декабря 1992 — октябрь 1993)
97. Молоствов Михаил Михайлович (? — 24 сентября 1993)
98. Монгуш Владимир Сагаанович (? — 2 ноября 1991)
99. Мукусев Владимир Викторович (14 декабря 1992 — октябрь 1993)
100. Муравьёв Игоря Владиславович (14 декабря 1992 — октябрь 1993)
101. Мухамадиев Ринат Сафиевич
102. Назметдинова Минрауза Минихазиевна (2 ноября 1991 — октябрь 1993)
103. Натапов Семён Аронович
104. Николаев Андриян Григорьевич
105. Нимаев Владимир Бадмаевич
106. Носовец Сергей Анатольевич (? — 24 сентября 1993)
107. Огородников Николай Дмитриевич
108. Одиянков Евгений Германович (? — 2 ноября 1991)
109. Ойкина Зоя Николаевна
110. Олейник Владимир Иванович (? — 30 октября 1991)
111. Павлов Николай Александрович
112. Петренко Валентина Александровна (2 ноября 1991 — октябрь 1993)
113. Петрик Александр Григорьевич (14 декабря 1992 — октябрь 1993)
114. Петров Владимир Иванович
115. Петухов Анатолий Васильевич
116. Петухов Геннадий Никонович
117. Пиче-оол Алтай Николаевич
118. Площенко Наталья Васильевна (21 апреля 1992 — октябрь 1993)
119. Подопригора Владимир Николаевич
120. Политковский Александр Владимирович (2 ноября 1991 — 14 декабря 1992)
121. Полосин Вячеслав Сергеевич
122. Пономарёв Лев Александрович (? — 24 сентября 1993)
123. Попов Василий Данилович
124. Починок Александр Петрович (? — 29 сентября 1993)
125. Руцкой Александр Владимирович (? — 10 июля 1991)
126. Саенко Геннадий Васильевич (21 апреля 1992 — октябрь 1993)
127. Севастьянов Виталий Иванович
128. Семуков Юрий Иванович
129. Скрынник Виктор Тимофеевич
130. Смагин Николай Алексеевич (2 ноября 1991 — октябрь 1993)
131. Солодякова Нина Ивановна
132. Сондыков Василий Семёнович
133. Степанков Валентин Георгиевич
134. Степанов Виктор Николаевич (? — 21 апреля 1992)
135. Сыроватко Виталий Григорьевич
136. Тарасов Борис Васильевич (2 ноября 1991 — октябрь 1993)
137. Темиров Умар Ереджибооич (? — 2 ноября 1991)
138. Тлехас Мугдин Салихович (2 ноября 1991 — октябрь 1993)
139. Травов Василий Павлович (2 ноября 1991 — 21 апреля 1992)
140. Тумов Мухамадин Мухажидович
141. Увачан Владимир Васильевич
142. Умецкая Светлана Ивановна (2 ноября 1991 — 24 сентября 1993)
143. Фролов Василий Алексеевич (? — 2 ноября 1991)
144. Хабриев Рамил Усманович
145. Хаматов Камиль Нургалиевич (2 ноября 1991 — 21 апреля 1992)
146. Хетагуров Сергей Валентинович (? — 2 ноября 1991)
147. Хлебников Иван Германович (2 ноября 1991 — октябрь 1993)
148. Хубиев Владимир Исламович
149. Хутыз Асланбий Исмаилович (? — 2 ноября 1991)
150. Чайковский Андрей Фёдорович
151. Четин Иван Васильевич
152. Чибисов Александр Юрьевич (14 декабря 1992 — октябрь 1993)
153. Шаталов Сергей Дмитриевич (2 ноября 1991 — октябрь 1993)
154. Шахрай, Сергей Михайлович
155. Шуйков Валерий Аверкиевич
156. Шумейко, Владимир Филиппович
157. Эттырынтына Майя Ивановна
158. Югин Виктор Алексеевич
159. Яковлев Виктор Борисович
160. Якунин Глеб Павлович (? — 24 сентября 1993)
161. Яр Сергей Пиякович (? — 24 сентября 1993)